# Louise van Hessen-Darmstadt

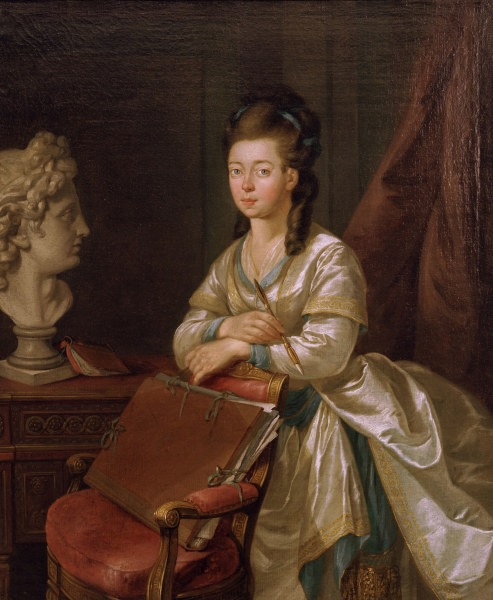
Portret van Louise van Hessen-Darmstadt door Georg Melchior Kraus.

Louise van Hessen-Darmstadt (Berlijn, 30 januari 1757 - Weimar, 14 februari 1830) was van 1775 tot 1815 hertogin en van 1815 tot 1828 groothertogin van Saksen-Weimar-Eisenach. Ze behoorde tot het huis Hessen-Darmstadt.

## Levensloop
Louise was een dochter van landgraaf Lodewijk IX van Hessen-Darmstadt uit diens huwelijk met Henriëtte Caroline, dochter van hertog Christiaan III van Palts-Zweibrücken. In 1773 reisde ze samen met haar moeder en zussen Wilhelmina en Amalia naar het Russische tsarenhof in Sint-Petersburg, om eventueel uitgehuwelijkt te worden aan tsarevitsj Paul. Diens moeder Catharina II vond Louise echter ongeschikt als bruid voor haar zoon en gaf de voorkeur aan haar zus Wilhelmina, met wie Paul uiteindelijk zou huwen.
Korte tijd later leerde Louise’s moeder Anna Amalia van Brunswijk kennen, die in naam van haar minderjarige zoon Karel August (1757-1828) over het hertogdom Saksen-Weimar-Eisenach regeerde. Beide vrouwen sloten een huwelijksverdrag tussen Karel August en Louise en op 3 oktober 1775 vond in Karlsruhe hun bruiloft plaats. Het huwelijk was niet echt gelukkig; aan het hof stond ze in de schaduw van haar schoonmoeder en bovendien had haar echtgenoot een jarenlange affaire met actrice Karoline Jagemann. Wel had Louise grote invloed in de literaire kringen van Weimar.
Na de Franse zege in de Slag bij Jena bleef Louise in Weimar. Twee dagen na de slag arriveerden de Franse troepen in de stad. Ze maakte Napoleon op een vrij ondiplomatieke manier duidelijk dat haar echtgenoot zich wegens zijn plichtsgetrouwheid niet uit het Pruisische leger kon terugtrekken, hoewel de keizer erop stond. Niettemin werd op bevel van Napoleon de plundering van de stad gestaakt. Het is niet evenwel duidelijk of hij onder de indruk was van Louise of dat hij uit machtspolitieke overwegingen handelde. Nadat de Franse keizer met de Pruisen de vrede van Posen afsloot, bleef het hertogdom Saksen-Weimar-Eisenach bestaan. Vanaf dan werd Louise als de redster des vaderlands beschouwd.
Na de val van Napoleon en het Congres van Wenen werd Louise in 1815 groothertogin van Mecklenburg-Schwerin. De volgende jaren nam ze verschillende representatieve taken op zich, waaronder bezoeken aan tsaren Alexander I en Nicolaas I van Rusland. De laatste jaren van haar leven verscheen ze nog weinig in het openbaar en in 1828 stierf haar echtgenoot. Louise zelf overleed in februari 1830 op 73-jarige leeftijd en werd bijgezet in de Weimarer Fürstengruft.

## Nakomelingen
Louise en haar echtgenoot Karel August kregen zeven kinderen:
- Louise Augusta Amalia (1779-1784)
- een doodgeboren dochter (1781)
- Karel Frederik (1783-1853), groothertog van Saksen-Weimar-Eisenach
- een doodgeboren zoon (1785)
- Caroline Louise (1786-1816), huwde in 1810 met erfgroothertog Frederik Lodewijk van Mecklenburg-Schwerin
- een doodgeboren zoon (1789)
- Karel Bernhard (1792-1862), militair in Nederlandse dienst